# Carrier Mills
Carrier Mills è un villaggio degli Stati Uniti d'America, situato nello Stato dell'Illinois, nella contea di Saline.